# Corrado Oddi
Corrado Oddi (Avezzano, 2 giugno 1971) è un attore e regista italiano.

## Biografia
Laureato in Materie Letterarie presso l'Università La Sapienza di Roma, si forma presso il "Centro di Cultura Popolare per il Teatro" di Roma studiando dizione, recitazione, improvvisazione, drammaturgia e si perfeziona presso il Laboratorio di alta specializzazione del Centro Sperimentale di Cinematografia di Roma.
Inizia la sua carriera in ambito teatrale nel 1989 con Sik sik l'artefice magico di Eduardo De Filippo. Nel 1992 veste i panni di Carmelo in Si può sempre fare qualcosa (Storia di un magistrato), regia di Ugo De Vita. Negli anni successivi colleziona esperienze a teatro, sia come attore sia come regista, con testi di Luigi Pirandello, Charles Dickens, Ignazio Silone, Ettore Petrolini, William Butler Yeats, Dacia Maraini e molti altri.In ambito cinematografico debutta nel 1998 con Ragazzi di Borgata.
Nel 2007 esordisce sul piccolo schermo nella sesta stagione della serie televisiva Carabinieri, in cui interpreta il ruolo di Cesare Falasca. La sua esperienza in tv prosegue nel 2008 con "Butta la luna 2", la serie ispirata all'omonimo best seller di Maria Venturi e diretta da Vittorio Sindoni. Nello stesso anno ricopre il ruolo di Dirigente accompagnatore ne L'allenatore nel pallone 2, sequel de L'Allenatore nel pallone diretta da Sergio Martino, al fianco di Lino Banfi, e del Professor Gransasso nel film Ultimi della classe per la regia di Luca Biglione. Nel 2009 in un episodio della serie Amore criminale è Francesco, un uomo che per tre anni è stato vittima di stalking da parte della sua ex compagna. Nel 2010 torna sul grande schermo con Almeno tu nell'universo per la regia di Andrea Biglione e con La bella società del regista Gian Paolo Cugno. 
Dal 2012 al 2017 partecipa alle principali fiction del periodo. Il regista Francesco Vicario lo vuole per interpretare il ruolo del ragionier Bettoni ne I Cesaroni 5 e una parte in Che Dio ci aiuti. Nella sesta stagione di Squadra antimafia, diretta da Kristoph Tassin e Samad Zarmandili, veste i panni Giuseppe Lombardi; nella mini serie'' Romanzo siciliano, diretta da Lucio Pellegrini, è il Dottor Gaudenzi. Ne Il Clan dei Marsigliesi interpreta il ruolo di Maffeo Bellicini; nella seconda stagione de Il paradiso delle signore, sotto la regia di Monica Vullo, veste i panni del giornalista Ferri. In quegli anni Corrado Oddi non abbandona il cinema prendendo parte nel 2011 al cortometraggio Ad occhi chiusi, diretto da Lisa Riccardi, e nel 2015 al film drammatico Storie sospese, diretto da Stefano Chiantini, al fianco di Marco Giallini.
Nel 2017 la regista Matilde D'Errico lo chiama per vestire i panni in Frontiere Speciale Giulio Regeni  di Vittorio Fineschi. Ma, soprattutto, in quell'anno raggiunge la notorietà con il ruolo principale nel docufilm Giovanni Falcone, C'era una volta a Palermo di Graziano Conversano, prodotto dalla Rai in occasione dei 25 anni dalla strage di Capaci, in cui morirono Giovanni Falcone, sua moglie Francesca Morvillo e la scorta.
Tra il 2018 e il 2019 è sul palco con lo spettacolo Pinocchio e la sua favola, di Pericle Odierna, di cui è la voce recitante. Nel 2019 interpreta il ruolo di Massimo Carminati nel docufilm Il furto del secolo. Genesi di Mafia Capitale. diretto da Alessandro Tresa. Sempre nel 2019 è il protagonista dello spot Mediaset Autogrill. Nel 2020 è John Brown nella serie Surivanorok. Gli viene inoltre assegnato il Premio Vincenzo Crocitti International come attore emergente. Nel 2021 è sul set de "The Catalani", del film Il filo segreto dove interpreta un giovane Giovanni Verga e del cortometraggio  Cristian e Sally nel ruolo di Mauro. È inoltre sul palco, in compagnia di Stefano Masciarelli, con Tutto quello che c'è da sapere su Dante...ve lo diciamo noi. Ad agosto del 2021 il Centro per il Libro e la lettura lo proclama "Ambasciatore della Lettura" per l'impegno profuso negli anni per la diffusione della cultura del libro tramite Lecturae Dantis e altre iniziative. Sempre nell'estate del 2021 pubblica il libro Arte e mestiere del giullare. A novembre del 2021 torna sul palco con Pinocchio e la sua favola al Teatro Dal Verme di Milano.
Nel 2022 la Fondazione Nazionale Carlo Collodi lo coinvolge in una performance narrativa da diffondere in occasione del World Storytelling Day. È il maggiordomo del docu-reality Chi vuole sposare mia mamma? , in onda su Tv8 di Sky, condotto da Caterina Balivo.Nel 2023 è testimonial dell'evento di chiusura dei 150 anni della Stazione Zoologica di Napoli dove conquista il pubblico col suo monologo su Anton Dohrne presenta a Collodi l'evento clou delle celebrazioni del 140º anniversario de Le avventure di Pinocchio. Al Festival sull'Acqua di Arona, diretto da Dacia Maraini, riscuote successo con Pinocchio e la sua favola. 
Nel 2024 interpreta il ruolo di Gaetano, Preside di Castel Romito, nel film Un mondo a parte, diretto da Riccardo Milani, con Antonio Albanese e Virginia Raffaele come protagonisti. Torna sul palco con lo spettacolo "A Teatro con gusto" di cui firma anche la regia. E' tra gli interpreti del cortometraggio  Mio padre é un girasole e ricopre il ruolo di Daniele nel cortometraggio Due minuti in più.
È il direttore artistico del Jacovella da Celano Film Festival, festival di cortometraggi a tema sociale di cui è anche ideatore. Inizia le riprese del film "Parola di Tommaso", di cui è anche ideatore del soggetto e co-sceneggiatore.
Svolge attività di speakeraggio e di doppiatore. Si è occupato di regia televisiva per Rai Doc ed è stato autore di programmi per la tv sul teatro. Tiene corsi di dizione, interpretazione, lettura espressiva, public speaking e recitazione.

## Filmografia

### Attore

#### Cinema
- Ragazzi de' borgata, regia di Bruno Vani (1998)
- L'allenatore nel pallone 2, regia di Sergio Martino (2008)
- Ultimi della classe, regia di Luca Biglione (2008)
- Almeno tu nell'Universo, regia di Andrea Biglione (2010)
- La bella società, regia di Gian Paolo Cugno (2010)
- Storie sospese, regia di Stefano Chiantini (2015)
- Un mondo a parte, regia di Riccardo Milani (2024)

#### Cortometraggi
- La leggenda del lago, regia di Germano Di Mattia (2004)
- La lumaca, regia di Marzia Conti (2008)
- Una sirena scopereccia (2008)
- Un colpo di tosse, regia di B. Maccallini (2008)
- Ad occhi chiusi, regia di Lisa Riccardi (2013)
- Tutto per lei, regia di Matteo Delai (2016)
- Uno scambio equo, regia di Giulia Zumpano (2017)
- Rendering, regia di Fabio Mollo (2018)
- Perdere tutto, regia di Daniele Barbiero (2020)
- The Catalani, regia di Francesca Piras (2021)
- Cristian e Sally, regia di Modestino Di Nenna (2021)
- Mio padre é un girasole, regia di Maria Aiuto (2024)
- Due minuti in più, regia di Paolo Secondino (2024)

#### Televisione
- Diritto di Difesa – serie TV, (2004)
- Carabinieri – serie TV (2007)
- Butta la luna  – serie TV (2008)
- Amore criminale – serie TV, episodio 5x02 (2009)
- I Cesaroni – serie TV (2012)
- Freaks! – webserie (2012)
- Che Dio ci aiuti – serie TV, episodio 2x01 (2013)
- Romanzo siciliano – miniserie TV, episodio 8 (2014)
- Squadra antimafia, Palermo oggi – serie TV (2014)
- Il clan dei Marsigliesi, regia di Graziano Conversano – film TV (2016)
- Il Paradiso delle Signore – serie TV (2016-2017)
- Giovanni Falcone, c'era una volta a Palermo, regia di Graziano Conversano – film TV (2017)
- Il furto del secolo, regia di Alessandro Tresa – film TV (2019)
- Il filo segreto, regia di Modestino di Nenna – film TV (2021)
- Surivanorok, regia di Modestino Di Nenna (2020)

## Teatro
- Sik sik l'artefice magico di E. De Filippo - regia di S. Meogrossi (1989)
- Si può sempre fare qualcosa (Storia di un magistrato) regia di U. De Vita (1992)
- Il Berretto a sonagli e L'uomo dal fiore in bocca di L. Pirandello, regia C. Oddi (1992)
- Cabaret: Gastone e Giggi er bullo di E. Petrolini con Maurizio Mattioli (1993)
- La saga dei Barbo (in lingua veneta) regia di B.M. Mazzoleni (1994)
- L'avventura di un povero cristiano di I. Silone, adattato, diretto ed interpretato (1995)
- Il fantasma di Natale (da Storia di Natale di C. Dickens) regia: C. Oddi (1996)
- Il Frate di A. F. Grazzini (Il Lasca) regia: C. Oddi (1997)
- Il Cacciaballe (adattamento da Ruzante) adattato diretto ed interpretato da C. Oddi. (1998)
- La morte addosso, regia C. Oddi (1999)
- Il Frate, regia di C. Oddi (2002)
- Oddi legge Yeats, regia di C. Oddi (2002)
- La collina di Spoon River di E.L. Master, regia: C. Oddi (2009)
- Il brigantaggio e l'Unità d'Italia regia di H. Majeed (2010)
- Irish Suggestions (2010)
- I have a Dream, regia C. Oddi; (2010)
- Il respiro leggero dell'Abruzzo, con P. degli Esposti testi e regia di Dacia Maraini (2012)
- Urlo, regia di D. Fiandanese (2013)
- A Teatro con Gusto (Teatro enogastronomia nell'architettura storica) di C. Oddi (2013 e 2014)
- Voci dal Terremoto di Dacia Maraini e Ernesto Salemme, Regia Riccardo Milani (2015)
- Gli occhiali magici, fiaba musicale (2017)
- Cabaret - di e con Antonio Giuliani (2017)
- Lectura Dantis, di e con Marco Frisina (2017)
- Pinocchio e la sua favola, regia di P. Odierna (2018, 2019, 2021)
- Tutto quello che c'è da sapere su Dante...ve lo diciamo noi (Dante 700), ideazione e regia Corrado Oddi e Stefano Masciarelli (2021)
- Un viaggio chiamato amore, ideazione Corrado Oddi e Trio Cardoso (2022)
- Pinocchio e la sua favola, regia di P. Odierna (2023)
- A teatro con gusto, regia di C.Oddi (2024)

## Programmi televisivi
- Chi vuole sposare mia mamma (o mio papà)?, ruolo di Maggiordomo, TV8, 2022

## Doppiaggio
- Baci Rubati, Federico Fellini in frames - Istituto Luce Cinecittà per Festival di Venezia - regia di Fabrizio Laurenti, Gabriella Romano, Nathalie Giacobino; 2019

## Riconoscimenti
- Premio ANOCI (Oscar del cinema indipendente); 2010
- Premio Internazionale Carlo D'Angiò; 2010
- Premio RAL Marsica, riconoscimento attività artistico-culturale; 2017
- Riconoscimento Speciale per merito, Presidenza del Consiglio Regionale d'Abruzzo, per il lustro dato alla Regione; 2017
- Riconoscimento Internazionale "Premio Amici di Pinocchio 2019" per Pinocchio e la sua favola di Pericle Odierna da Fondazione Nazionale Carlo Collodi; 2019
- Il Vince Awards VIII Edizione, Premio Vincenzo Crocitti International; Miglior attore emergente, 2021
- Ambasciatore della Lettura, Ministero della Cultura, Cepell (Centro per il libro e la lettura); 2021
- Premio Nazionale “Km 78 Alberto Sordi”; 2023
- Premio Internazionale Carlo D'Angiò - Riconoscimento “Uomini e popoli tra cultura e storie”; 2024

## Pubblicazioni
- Arte e mestiere del giullare- Corrado Oddi e Andrea Canale